# Lionel Ferbos
Lionel Ferbos (17. července 1911, New Orleans – 19. července 2014, tamtéž) byl americký jazzový trumpetista. Na kornet začal hrát ve věku patnácti let a svou kariéru zahájil na počátku třicátých let. Ve třicátých letech vystupoval například se skupinami Starlight Serenaders a Moonlight Serenaders. Během své kariéry spolupracoval s mnoha hudebníky, mezi které patří například Fats Pichon nebo Harold Dejan. Hudbě se věnoval i ve více než sto letech. Zemřel dva dny po svých 103. narozeninách; své poslední veřejné vystoupení měl 30. března toho roku.